# La Joaqui
La Joaqui, pseudonimo di Joaquinha Lerena de la Riva (Mar del Plata, 25 ottobre 1994), è una cantante, rapper e attrice argentina.

## Biografia
Joaquinha Lerena De La Riva nasce a Mar del Plata, in Argentina, ma si trasferisce in Costa Rica con la madre durante l'infanzia. Tornata in Argentina, a 18 anni comincia a partecipare a gare di freestyle, divenendo la prima donna a qualificarsi alla competizione Red Bull Argentina.

## Carriera
Inizia a pubblicare singoli nel 2014, e raggiunge il successo nel 2017, grazie alla canzone Ay papi realizzata con la rapper Cazzu. Nel 2018 appare nella seconda stagione della serie televisiva poliziesca argentina El Marginal. Il suo primo album in studio, Harakiri, viene reso disponibile il 30 agosto 2019.
Nel 2020 è la volta dell'album live The White Room, mentre nel luglio 2022 pubblica il singolo Butakera con Alan Gómez ed El Noba, che va virale sulla piattaforma TikTok. Tale brano viene incluso nell'EP Barbie copiloto, uscito il 1º dicembre dello stesso anno. Il singolo Muñecas, pubblicato in collaborazione con Tini e Steve Aoki nel gennaio 2023, riscuote un notevole successo, ed è seguito dal secondo album Mal aprendida a dicembre. Il progetto vede la partecipazione di L-Gante, Peipper, Salastkbron, Callejero Fino, Ecko e La Zowi.

## Discografia

### Album in studio
- 2019 – Harakiri
- 2023 – Mal aprendida
- 2024 – Tu patrona de lujo

### Album dal vivo
- 2020 – The White Room (Live Session)

### EP
- 2022 – Barbie copiloto
- 2024 – Tu padrona